# Ivan
Ivan er et drengenavn og er den russiske form af Johannes. Navnet kom til Danmark i middelalderen.
Der var pr. 1.1.2021 4399 i Danmark, der havde Ivan som første fornavn.

## Kendte personer med navnet
- Ivan 4. af Rusland (Den Grusomme), Ivan 5. af Rusland og Ivan 6. af Rusland, russiske zarer.
- Ivan Basso, italiensk cykelrytter.
- Ivan Gontjarov, russisk forfatter.
- Ivan Konev, sovjetisk marskal.
- Ivan Lendl, tjekkisk tennisspiller.
- Ivan Malinovski, dansk digter og oversætter.
- Ivan Nielsen, dansk fodboldspiller.
- Ivan Pavlov, russisk videnskabsmand og psykolog.
- Ivan Pedersen, dansk sanger.
- Ivan Rakitić, kroatisk fodboldspiller.
- Ivan Rebroff, tysk sanger af russisk afstamning.
- Ivan Turgenjev, russisk forfatter.
- Iván Zamorano, chilensk fodboldspiller.

## Navnet anvendt i fiktion
- Zarerne, især Ivan 4. (kaldet Ivan den Grusomme) er flere gange brugt i fiktion, blandt andet i tre film af Sergei Eisenstein.
- Ivans barndom er en film af Andrej Tarkovskij.
- Ivan Olsen er det rigtige navn på Gummi-Tarzan af Ole Lund Kirkegaard.
- Ivan er præsten og en af hovedpersonerne i filmen Adams æbler af Anders Thomas Jensen.
- Anne Linnet har skrevet børnebøger med hunden Ivan som hovedperson.